# Kazy János (politikus)
Garan-vezekényi vagy garam-veszelei Kazy János (Nemesoroszi, 1853. május 2. vagy május 10. – Garamveszele (ma Sáró része), 1912. május 5.) jogi doktor, ügyvéd és országgyűlési képviselő, 1889-től Bars vármegye főispánja.

## Élete
Középiskoláit Léván és Budapesten, jogi tanulmányait pedig a győri jogakadémián végezte. 1874-ben a birói államvizsgát letevén, joggyakorlatra lépett, melyet ügyvédi irodákban és a pestvidéki törvényszéknél folytatott. 1877-ben ügyvédi vizsgát tett és Budapesten nyitott irodát. 1878-ban Barsmegye újbányai kerülete választotta meg szabadelvű párti képviselővé; működését mint korjegyző s a gazdasági bizottság előadója kezdte meg. Az 1881-84-iki országgyűlésen az igazságügyi bizottság tagja s több ízben előadója volt. 1887-1892-ben kerületét negyedízben képviselte. Az állandó igazoló s a közigazgatási bizottság tagja volt. 1888-ban kamarás méltóságot nyert. Neje ilenczfalvi Sárkány Ilona volt, akivel 1878. március 10-én kötött házasságot. Elhunyt 1912. május 5-én esti 8 órakor, életének 59. évében, örök nyugalomra helyeztetett 1912. május 7-én délután 4 órakor a római katolikus anyaszentegyház szertartása szerint a garam-veszelei családi sírboltba.

## Művei
Cikke a Jogtudományi Közlönyben (1882. Az 1881. LX. t.-cikk 224. §. alkalmazásához.)
Országgyűlési beszédei a Naplókban (1878-81. I., II. Ház irományainak formája; irományokra vonatkozó szerződés sat., 1881-84. XV. Járásbiróságok szaporítása sat., 1887-92. IX. Véderő.)